# Square Masséna
Le square Masséna est une voie du 13e arrondissement de Paris, en France.

## Situation et accès
Le square Masséna est une voie mixte située dans le 13e arrondissement de Paris.
Un premier tronçon débute au 42, boulevard Masséna, et se termine en impasse au chemin de fer de Ceinture. Un second tronçon, perpendiculaire au premier tronçon, se termine également en impasse au chemin de fer de Ceinture.

## Origine du nom
Elle porte le nom du maréchal d'Empire André Masséna (1758-1817), en raison de sa proximité avec le boulevard éponyme.

## Historique
Initialement, cette voie est une partie du « chemin de la Coupe-des-Terres-au-Curé », située sur la commune d'Ivry, elle devient ensuite une partie de la « rue des Terres-au-Curé » lors de son rattachement à la voirie de Paris en 1863.
Cette rue des Terres-au-Curé fut coupée en deux lors de la création du chemin de fer de Petite Ceinture et cette partie prit alors le nom d'« impasse Masséna » en 1877 pour devenir « square Masséna » le 10 février 1944.